# Artilheiros do futebol brasileiro em 2019

## Classificação
Atualizado em 22 de dezembro de 2019.
| #   | Jogador           | Clube(s)                           | Gols |
| --- | ----------------- | ---------------------------------- | ---- |
| 1º  | Gabriel Barbosa   | Flamengo                           | 43   |
| 2º  | Bruno Henrique    | Flamengo                           | 35   |
| 3º  | Gilberto          | Bahia                              | 29   |
| 4º  | Jefinho           | ABC / Potiguar de Mossoró / Cuiabá | 24   |
| 5º  | Hernane Brocador  | Sport                              | 23   |
| 6º  | Rodrigão          | Coritiba                           | 21   |
| 6º  | Fred              | Cruzeiro                           | 21   |
| 6º  | Edson Cariús      | Ferroviário / CRB                  | 21   |
| 6º  | Guilherme         | Sport                              | 21   |
| 10º | Everton Cebolinha | Grêmio                             | 20   |